# Daňová úleva
Daňová úleva (anglicky tax relief) je v České republice forma zvýhodnění daňového subjektu, a to sice prostřednictvím nižšího či pozdějšího zaplacení daně. Ministerstvo financí České republiky určilo deset forem daňových úlev. Tyto formy se dají klasifikovat do tří skupin, respektive kategorií, které lze rozdělit podle účelu jejich využití. Do první z nich spadají takové úlevy, jejichž účelem je podpora veřejných politik. Druhou kategorií jsou úlevy, které plní cíl dosažení vyšší efektivity daňového systému. Poslední, ale neméně důležitou kategorií je kombinace obou předchozích skupin, a to sice nejen dosažením vyšší efektivity daňového systému a zároveň podpora veřejných politik.

## Historie
První daňová úleva (tak jak jí moderní společnosti zná, tzn. vyjímaje středověk, kdy bylo šlechtě a církvi „uleveno“ od platby daní) přichází s tak zvanou „Englišovou daňovou reformou“, konkrétně se zákonem č. 76/1927 Sb., o přímých daních. V rámci tohoto zákona byly zavedeny slevy na dani pro rodiny s dětmi – daň se snižovala dle počtu dětí a dalších nezaopatřených osob (oproti minulosti, kdy se v podobných případech osoby pouze posunuli na nižší stupeň v progresivní daňové tabulce).
Výrazný posun zde nastal i v případě pozemkové daně, kde došlo k osvobození tzv. neplodných ploch od placení této daně. Zákon zároveň přinášel opatření, jimiž se mělo zabránit odvádění daní v případě, že byl zemědělec ve ztrátě.

## Formy daňových úlev

### Osvobození osob
Subjekty, které mají nárok na osvobození od zaplacení daně, definuje zákon, a to sice přímo (např. ČNB osvobozená od daně z příjmu právnických osob) nebo na základě splnění konkrétních kritérií (například od DPH jsou osvobozeny osoby, jež dosáhly obratu nižšího než 1 milion Kč za posledních dvanáct měsíců). Zákon musí zároveň i jasně definovat pravidla a postupy, jimiž je radno se řídit v případě, že nejsou tato kritéria splněna (tedy kdy dani začne podléhat) a naopak.
V daňových zákonech je osvobození od daně definováno jako část předmětu, ze které se daň nevybírá (ta část předmětu zdanění, kterou subjekt není povinen ani oprávněn zahrnout do základu daně). Rozlišit lze tři základní formy:
- úplné osvobození od daně; nejčastější forma, využívá se pokud jsou splněny všechny stanovené podmínky,
- částečné osvobození od daně,
- nezdanitelné minimum; hranice, jejíž úkol je především omezit neefektivní výběry velmi malých částek daně.

### Vynětí ze zdanění
Pro správné pochopení tohoto pojmu je třeba vymezit pojem předmět zdanění. Jedná se o úplné a jednoznačné vymezení rozsahu daňových povinností poplatníka. Toto vymezení bývá mnohdy velice široké a proto je třeba jej upravit vynětím z předmětu daně (respektive vynětím ze zdanění). Jasné ohraničení předmětu daně skrze vynětí konkrétních činností maximálně omezuje vyhnutí se daňové povinnosti tím, že bude vymezení předmětu daně vykládáno jako nekonkrétní nebo neúplné.
Z předmětu zdanění mohou být v zákonem stanovených případech vyňaty konkrétní položky. Jedná se například o přijaté půjčky nebo příjmy za vykonávanou činnost au pair.

### Osvobození části objektu daně
Podobně jako v případě osvobození osob od daně mohou být od daně osvobozeny i části objektu. Jedná se o takové typy příjmů, které ačkoli jsou příjmem, nemají být zdaňovány. Dle zákona o daních lze opět hovořit o úplném osvobození od daně, kdy je osvobozen celý typ příjmu, nebo částečné osvobození, kdy je osvobozena pouze část. Jedná se například o osvobození konkrétní částky z úhrnu vyplacených penzí.

### Odčitatelné položky od základu daně
Poplatník má zároveň nárok na odečtení konkrétních položek od základů daně. V základu rozeznáváme několik typů položek:
1. Standardní odpočty
  1. Jedná se o částky přímo uvedené v zákoně (například odčitatelné položky na poplatníka, na vyživovaného manžela/manželku, děti, apod.)
  2. K odečtení těchto položek dochází po splnění zákonných podmínek. Následně si je může odečíst každý. Tyto položky zároveň zohledňují i sociální postavení poplatníka (například mohou kompenzovat určitý handicap).[5]
2. Nestandardní odečty
  1. Tyto částky nejsou uvedeny přímo, zákon pouze specifikuje, jak poplatník zjistí jejich výši. Například dary na veřejně prospěšné účely, úroky na bytovou potřebu a další.
  2. Často dochází k dalším relativním (většinou jako procento jiné veličiny, např. procento základu daně) či absolutním (např. odčitatelná položka ve výši úroků z hypotečního úvěru, kdy si poplatník může odečíst maximálně 300 000 Kč ročně) omezením těchto položek.[5]

Pro uplatnění těchto položek musí být zaneseny v daňovém přiznání. V případě nesplnění podmínek bude daň plátci neuznána a zpětně doměřena. V případě že odčitatelná položka převýší základ daně (tzn. subjekt svou činností vydělá méně, než by si mohl odečíst) nedochází ke zdanění (respektive základ daně je roven nule a nevyužitou část lze zpravidla využít v následujících obdobích).

### Možnost odpočtu uznatelných výdajů ve vyšší než skutečně vynaložené výši
Další možností snížení základu daně je odečtení vyšších výdajů, než jsou ty skutečné. Rozumí se tím, že pokud výdaje spojené s dosažením, udržením nebo zajištěním příjmu subjektu dosahují nižší částky než je paušální výše, může si poplatník „ulevit“ touto formou.

### Snížení sazby daně
Daňovou úlevou je i snížení daňové sazby – daň je totiž zpravidla vyměřena jako násobek základu daně sazbou daně. Ta se může ovšem v různých případech lišit. Jedná se například typicky o základní a sníženou sazbu daně z přidané hodnoty (21 % a 15 % a od roku 2015 i druhá snížená sazba 10 %). Snížená sazba DPH je zde chápána jako úleva v tom smyslu, že 15% a 10% zdanění dopadá na zboží denní potřeby a daňovým poplatníkům je proto po snížení sazby dostupnější.

### Slevy na dani
Slevou na dani je chápána možnost snížení částky daně, a to sice za konkrétních stanovených podmínek (slevy snižuje základní částku daně). Lze rozlišit dva základní typy slev:
1. Absolutní sleva
  1. Zákon stanovuje pevnou částku. Jedná se například o slevu na dani z příjmů na každého zaměstnance se změněnou pracovní schopností.
  2. Po splnění konkrétních podmínek může být poplatníkem částka odečtena.
2. Relativní sleva
  1. Zákon opět stanovuje pouze postup pro výpočet slevy na dani. Zpravidla se snížení stanoveného dílu vyjadřuje v procentech.

K takto standardním slevám lze uvážit i slevy nestandardní, tedy prokázané výdaje, o které lze zcela nebo zčásti vypočtenou daň snížit.
V případě, že slevy na dani dosahují vyšších částek, než je skutečný základ daně, řeší se nastalá situace dvojím způsobem. Převýšení může být ignorováno a daň je tedy rovna nule, nebo v druhém případě dojde ke vzniku tak zvané negativní daně (v zákonu o daních z příjmu označováno jako daňový bonus). Během této varianty je poplatníkovi přebytečná částka vyplacena.

### Vrácení daně
U nepřímých daní může dojít i k vrácení daně. Jako příklad lze uvést vrácení daně z přidané hodnoty z nákupu automobilu zdravotně postiženým osobám. U zákonem stanovených poplatníků a některých transakcí je žádoucí, aby nedocházelo k zatížení spotřební daní – toto je kompenzováno právě formou vrácení daně.

## Klasifikace daňových úlev dle účelu

### Daňové úlevy s účelem podpory veřejné politiky
Prostředky vybrané pomocí daňového systému jsou mimo jiné využívány na chod veřejného sektoru. Například ovlivňování cen jednotlivých komodit, aby tak napomohlo změně směru, kterým se ubírají ekonomická rozhodování. Touto cestou vláda často ovlivňuje veřejné subjekty formou daňových úlev. Velmi podporované ekonomické aktivity jsou ty, které jsou šetrné k životnímu prostředí. Když chce například podpořit druhy paliv, které jsou šetrné k životnímu prostředí, zavede pro jejich poskytovatele určitou formu daňové úlevy což by mělo vést ke zlevnění jejich cen a k jejich větší spotřebě. Jedná se o následující:
Seznam daňových úlev – Daň z přidané hodnoty
- Od daně bez nároku na odpočet daně jsou osvobozeny základní poštovní služby a dodání poštovních známek.

- Osvobození nájmu nemovitostí a dalších zařízení bez nároku na odpočet

- Osvobození provozování loterií bez nároku na odpočet

- Osvobození protihodnoty členského příspěvku bez nároku na odpočet

- Osvobození vzdělávání, zdravotní péče a sociální pomoci náboženskými pracovníky bez nároku na odpočet

- Osvobození sportovních služeb neziskovými organizacemi bez nároku na odpočet

- Osvobození provozování kulturních služeb veřejnoprávními či neziskovými subjekty bez nároku na odpočet

- Osvobození výchovných, sociálních a zdravotních služeb při příležitostných akcích za účelem získání finančních prostředků bez nároku na odpočet

- Osvobození mezinárodní osobní dopravy s nárokem na odpočet

- Osvobození dovozu zboží určeného charitativním nebo dobročinným subjektům

- Snížená sazba daně

- Vracení daně zdravotně postiženým za zakoupený osobní automobil

Seznam daňových úlev – Daň z příjmů fyzických osob
- Osvobození plnění nejbližším pozůstalým z FKSP a ze sociálního fondu

- Osvobození výnosů z vázaných rezerv

- Osvobození příjmů dlužníků při reorganizaci

- Vynětí náhrad cestovních výdajů

- Osvobození stravování poskytovaného zaměstnavatelem

- Osvobození plnění z FKSP, ze sociálního fondu a ze zisku

- Osvobození zvýhodnění veřejné dopravy poskytované zaměstnavateli v tomto oboru

- Osvobození darů z FKSP, ze sociálního fondu a ze zisku

- Osvobození mzdového vyrovnání v hornictví

- Osvobození zvýhodněných půjček z FKSP, ze sociálního fondu a ze zisku

- Osvobození odstupného v hornictví

- Osvobození sociální výpomoci z FKSP, ze sociálního fondu a ze zisku

- Osvobození příspěvku zaměstnavatele na penzijní připojištění zaměstnance

- Odpočet darů od základu daně

- Odpočet úroků z úvěru pro financování bydlení od základu daně

- Odpočet příspěvků na penzijní připojištění, penzijní pojištění a na doplňkové penzijní spoření od základu daně

- Odpočet příspěvků na životní pojištění od základu daně

- Odpočet členských příspěvků odborové organizaci od základu daně

- Odpočet úhrady zkoušek ověřujících výsledky dalšího vzdělávání od základu daně

- Odpočet výdajů na výzkum a vývoj od základu daně

- Odpočet vypořádání majetkových podílů v družstvech od základu daně

- Odpočet vypořádání majetkových podílů od základu daně

- Sleva na dani za zaměstnávání osob se zdravotním postižením

- Sleva na dani za zaměstnávání osob s těžším zdravotním postižením

- Investiční pobídky

Seznam daňových úlev – Daň z příjmů právnických osob
- Osvobození příjmů plynoucích v souvislosti s výkonem dobrovolnické služby

- Osvobození výnosů z prostředků vázaných rezerv

- Osvobození příjmů dlužníků při reorganizaci

- Odpočet od základu daně pro neziskové subjekty

- Odpočet darů od základu daně

- Odpočet výdajů na výzkum a vývoj od základu daně

- Sleva na dani za zaměstnávání osob se zdravotním postižením

- Sleva na dani za zaměstnávání osob s těžším zdravotním postižením

- Investiční pobídky

- Vynětí příjmů u církví a náboženských institucí

### Daňové úlevy jejichž účelem je dosažení vyšší efektivity daňového systému
Tento typ úlev je nejčastěji zaváděn se snahou o snížení administrativních a vyvolaných nákladů. Pro výběr daní je potřeba ze strany státu vynaložit určité náklady na administrativní věci. Během danění některých druhů příjmů dochází k převyšování výdajů na administrativní věci ze strany státu nad získanou částkou z výsledné daně. Jedná se tedy o ekonomicky neefektivní výběr daní a pro systém lepší je tyto subjekty ze zdaňování vynechat. Jedná se například o tyto úlevy:

#### Daň z přidané hodnoty
- Dodání drobných reklamních předmětů není předmětem daně
- Osvobození veřejnoprávního rozhlasového a televizního vysílání bez nároku na odpočet
- Osvobození výchovy a vzdělávání bez nároku na odpočet
- Osvobození zdravotnických služeb a zboží bez nároku na odpočet
- Osvobození sociální pomoci bez nároku na odpočet
- Osvobození výchovy mládeže veřejnoprávními subjekty bez nároku na odpočet
- Osvobození dovozu zboží osvobozeného od cla
- Osvobození dovozu úlovku do přístavu
- Osvobození dovozu zlata Českou národní bankou
- Osvobození dovozu plynu a elektřiny
- Osvobození dovozu zboží osobám požívajícím diplomatických výsad
- Vynětí příjmů z restitucí

#### Seznam daňových úlev – Daň z příjmů fyzických osob
- Vynětí příjmů z privatizace
- Vynětí příjmů z restitucí
- Vynětí darů provozovatelům školských a zdravotnických zařízení
- Vynětí zadostiučinění přiznaného Evropským soudem pro lidská práva
- Vynětí příjmů tuzemských au pair v zahraničí
- Vynětí příjmů zahraničních au pair v tuzemsku
- Osvobození příjmů z prodeje movitých věcí
- Osvobození přijaté náhrady škody neobchodního majetku a nemajetkové újmy
- Osvobození cen ze soutěží
- Osvobození ocenění v oblasti kultury
- Osvobození náhrad jako nápravy majetkových křivd
- Osvobození prodejů přijatých náhrad jako nápravy majetkových křivd
- Osvobození příplatků k důchodu ke zmírnění křivd
- Osvobození úroků z dluhopisů vydaných pro nápravu křivd
- Osvobození dávek a služeb z nemocenského pojištění
- Osvobození dávek a služeb z důchodového pojištění
- Osvobození plnění z pojistné smlouvy o pojištění důchodu
- Osvobození dávek a služeb ze státní sociální podpory
- Osvobození dávek a služeb z peněžní pomoci obětem trestné činnosti
- Osvobození dávek a služeb z nástrojů státní politiky zaměstnanosti
- Osvobození dávek a služeb ze všeobecného zdravotního pojištění
- Osvobození dávek pěstounské péče
- Osvobození přijatého výživného
- Osvobození dávek sociální péče
- Osvobození dávek pomoci v hmotné nouzi
- Osvobození sociálních služeb
- Osvobození ostatních dávek
- Osvobození příjmů z důvodu péče o blízkou osobu
- Osvobození odměn za odběr krve nebo orgánů
- Osvobození stipendií
- Osvobození podpory studentů z neziskových subjektů
- Osvobození plnění poskytovaných vojákům na vojenských cvičeních
- Osvobození kázeňských odměn poskytovaných vojákům
- Osvobození plnění za výkon civilní služby
- Osvobození dotací
- Osvobození úrokových příjmů z dluhopisů vydaných rezidenty v zahraničí
- Osvobození úrokových příjmů z dluhopisů vydaných Českou republikou
- Osvobození příjmů z odpisu závazků při reorganizaci
- Osvobození úroků z přeplatků zaviněných správcem daně
- Osvobození reklamních předmětů
- Osvobození příjmu z vypořádání závazků při převodu podílu na družstevníka
- Osvobození autorských rozmnoženin
- Osvobození náhrad za vyvlastnění a za věcná břemena
- Osvobození neobchodních kursových zisků
- Osvobození plnění poskytovaného v rámci dobrovolnické služby
- Osvobození darů zoologickým zahradám
- Osvobození darů pro poskytování veřejných kulturních služeb
- Osvobození příjmů z úhrady nákladů na údržbu společné části nemovitosti provedené jiným spoluvlastníkem při výstavbě dalšího bytu či nebytového prostoru
- Osvobození příjmů z úhrady nákladů na údržbu společné části nemovitosti provedené jiným spoluvlastníkem
- Osvobození náhrad pobytových výloh zaměstnanců institucí EU
- Osvobození příspěvků poskytovaných poslanci Evropského parlamentu
- Osvobození poskytnutých pracovních prostředků
- Osvobození náhrad za opotřebení vlastních pracovních prostředků
- Osvobození výdajů zaměstnavatele na odborný rozvoj zaměstnanců
- Osvobození výstrojních a proviantních náležitostí vojáků
- Osvobození naturálních náležitostí příslušníků ozbrojených sborů
- Osvobození zvláštních požitků příslušníků ozbrojených sborů
- Osvobození úhrady majetkové újmy příslušníků ozbrojených sborů
- Osvobození náhrad za ztrátu na služebním příjmu
- Osvobození poskytnutého přechodného ubytování
- Osvobození náhrady za ztrátu důchodu za dobu před 1. lednem 1989
- Osvobození příplatku poskytovaného vojákům za službu v zahraničí
- Osvobození naturálního plnění a náhrad představitelů státní moci
- Osvobození náhrady mzdy za dobu pracovní neschopnosti představitelů veřejné moci
- Osvobození nákladů na platební styk spojený s výplatou mezd
- Vynětí cestovních náhrad společníků osobních společností

#### Daň z příjmů právnických osob
- Osvobození ČNB
- Vynětí příjmů z restitucí
- Vynětí příjmů Správy úložišť radioaktivních odpadů
- Vynětí zadostiučinění přiznaného Evropským soudem pro lidská práva
- Vynětí příjmů neziskových subjektů
- Vynětí příjmů z dotací u neziskových subjektů
- Vynětí příjmů z transferů u veřejných vysokých škol a výzkumných institucí
- Vynětí příjmů u zdravotních pojišťoven
- Vynětí příjmů z dotací u veřejnoprávní televize a rozhlasu
- Vynětí příjmů z úroků u veřejnoprávní televize a rozhlasu
- Vynětí příjmů z dotací u zdravotnických zařízení
- Osvobození členských příspěvků
- Osvobození výnosů kostelních sbírek
- Osvobození příjmů z regulovaného nájemného
- Osvobození příjmů nájemného u bytových družstev
- Osvobození příjmů státních fondů
- Osvobození příjmů Fondu dětí a mládeže
- Osvobození příjmů z odpisu závazků při reorganizaci
- Osvobození úrokových příjmů z dluhopisů vydaných rezidenty v zahraničí
- Osvobození úrokových příjmů z dluhopisů vydaných Českou republikou
- Osvobození příjmů PGRLF
- Osvobození příjmů plynoucích státu v souvislosti s privatizovaným majetkem
- Osvobození příjmů výnosů z operací s prostředky jaderného účtu
- Osvobození příjmů z úroků u zdravotních pojišťoven
- Osvobození příjmů regionálních rad regionů soudržnosti
- Osvobození příjmů fondu Energetického regulačního úřadu
- Osvobození úrokových příjmů Česko-německého fondu budoucnosti
- Osvobození úrokových příjmů veřejných orgánů
- Osvobození příspěvků provozovatelům systému recyklace elektroodpadů
- Osvobození ocenění v oblasti kultury
- Osvobození příjmů Státního ústavu pro kontrolu léčiv a Ústavu pro státní kontrolu veterinárních biopreparátů a léčiv
- Osvobození náhrad za vyvlastnění a za věcná břemena

### Daňové úlevy, jejichž cílem je podpora veřejných politik i dosažení vyšší efektivity daňového systému
Patří sem takové úlevy, jež nelze striktně zařadit ani do jednoho z výše zmíněných sektorů, protože naplňují obojí. Jedná se například o:

#### Daň z přidané hodnoty
- Osvobození malých podnikatelů bez nároku na odpočet
- Osvobození finančních činností bez nároku na odpočet
- Osvobození penzijních činností bez nároku na odpočet
- Osvobození pojišťovacích činností bez nároku na odpočet

#### Seznam daňových úlev – Daň z příjmů fyzických osob
- Osvobození příjmů z prodeje nemovitostí
- Osvobození plnění z pojištění osob kromě jednorázových plnění
- Osvobození příjmů z převodu podílu
- Osvobození náhrady za uvolnění bytu
- Osvobození příjmů z prodeje cenných papírů
- Osvobození příjmů z podílu při zrušení podílového fondu
- Osvobození dorovnání při přeměně, výměně podílů, fúzi nebo rozdělení akciové společnosti
- Osvobození dorovnání při přeměně, výměně podílů, fúzi nebo rozdělení obchodní společnosti jiné než akciové
- Osvobození nealkoholických nápojů poskytovaných zaměstnavatelem
- Možnost paušálního odečtu výdajů od základu daně u příjmů z podnikání
- Možnost paušálního odečtu výdajů od základu daně u příjmů z pronájmu
- Osvobození příjmů z příležitostných činností
- Osvobození výher z loterií
- Odpisy
- Základní sleva na dani
- Sleva na dani na manžela/-ku
- Sleva na dani na manžela/-ku se zvlášť těžkým zdravotním postižením
- Sleva na dani pro pobíratele invalidního důchodu pro invaliditu prvního nebo druhého stupně
- Sleva na dani pro pobíratele invalidního důchodu pro invaliditu třetího stupně
- Sleva na dani pro osoby se zvlášť těžkým zdravotním postižením
- Sleva na dani pro studenty
- Daňové zvýhodnění na děti

#### Seznam daňových úlev – Daň z příjmů právnických osob
- Vynětí příjmů z úroků u neziskových subjektů
- Vynětí příjmů z úroků u veřejných vysokých škol a výzkumných institucí
- Vynětí příjmů z úroků u poskytovatelů zdravotních služeb
- Osvobození příjmů nadací
- Osvobození úrokových příjmů z prostředků veřejné sbírky
- Osvobození příjmů obdobných úrokovým příjmům u penzijních fondů
- Osvobození příjmů z dividend u penzijních fondů
- Příjmy z podílu na zisku mezi dceřinou a mateřskou společností
- Snížená sazba daně u investičních fondů
- Snížená sazba daně u podílových fondů
- Snížená sazba daně u penzijních fondů
- Odpisy
  - Mimořádné odpisy
  - Odpisy majetku pro výrobu elektřiny ze slunečního záření